# Qatar Total Open 2021
Qatar Total Open 2021 byl tenisový turnaj pořádaný jako součást ženského okruhu WTA Tour, který se odehrával na otevřených dvorcích s tvrdým povrchem v areálu Khalifa International Tennis and Squash Complex. Konal se mezi 1. až 6. březnem 2021 ve katarském hlavním městě Dauhá jako devatenáctý ročník turnaje.
Událost s rozpočtem 565 530 dolarů se řadila do kategorie WTA 500. Do soutěže dvouhry nastoupilo dvacet osm hráček a čtyřhry se účastní šestnáct párů. Nejvýše nasazenou hráčkou ve dvouhře se stala světová pětka Elina Svitolinová z Ukrajiny,  která prohrála ve čtvrtifinále.
Dvacátý osmý titul v kariéře a druhý z Dauhá získala Češka Petra Kvitová. Druhou společnou trofej vybojoval americko-nizozemský pár Nicole Melicharová a Demi Schuursová.

## Distribuce bodů a finančních odměn

### Distribuce bodů
| Soutěž  | vítězky | finalistky | semifinalistky | čtvrtfinalistky | 16 v kole | 32 v kole | Q  | Q3 | Q2 | Q1 |
| ------- | ------- | ---------- | -------------- | --------------- | --------- | --------- | -- | -- | -- | -- |
| dvouhra | 470     | 305        | 185            | 100             | 55        | 1         | 25 | 18 | 13 | 1  |
| čtyřhra | 470     | 305        | 185            | 100             | 1         | —         | —  | —  | —  | —  |

### Finanční odměny
| Soutěž                                | vítězky  | finalistky | semifinalistky | čtvrtfinalistky | 16 v kole | 32 v kole | Q3      | Q2      | Q1      |
| ------------------------------------- | -------- | ---------- | -------------- | --------------- | --------- | --------- | ------- | ------- | ------- |
| dvouhra                               | 68 570 $ | 51 000 $   | 32 400 $       | 15 500 $        | 8 200 $   | 6 650 $   | 3 295 $ | 2 350 $ | 1 800 $ |
| čtyřhra                               | 25 230 $ | 17 750 $   | 10 000 $       | 5 500 $         | 3 500 $   | —         | —       | —       | —       |
| částky ve čtyřhře jsou uváděny na pár |          |            |                |                 |           |           |         |         |         |

## Ženská dvouhra

### Nasazení
| Stát                           | Hráčka              | WTA | Nasazení |
| ------------------------------ | ------------------- | --- | -------- |
| Ukrajina                       | Elina Svitolinová   | 5.  | 1.       |
| Česko                          | Karolína Plíšková   | 6.  | 2.       |
| Bělorusko                      | Aryna Sabalenková   | 8.  | 3.       |
| Česko                          | Petra Kvitová       | 10. | 4.       |
| Nizozemsko                     | Kiki Bertensová     | 11. | 5.       |
| Švýcarsko                      | Belinda Bencicová   | 12  | 6        |
| USA                            | Jennifer Bradyová   | 13. | 7.       |
| Bělorusko                      | Viktoria Azarenková | 14. | 8.       |
| Žebříček WTA ke 22. únoru 2021 |                     |     |          |

### Jiné formy účasti
Následující hráčky obdržely divokou kartu do hlavní soutěže:
- Viktoria Azarenková
- Çağla Büyükakçay
- Jeļena Ostapenková
- Majar Šarífová

Následující hráčka využila k účasti v hlavní soutěži žebříčkové ochrany:
- Čeng Saj-saj

Následující hráčky postoupily do hlavní soutěže z kvalifikace:
- Anna Blinkovová
- Jessica Pegulaová
- Kristýna Plíšková
- Laura Siegemundová

Následující hráčka postoupila z kvalifikace jako tzv. šťastná poražená:
- Misaki Doiová

### Odstoupení
před zahájením turnaje
- Bianca Andreescuová[5] → nahradila ji  Ons Džabúrová
- Ashleigh Bartyová[6] → nahradila ji  Wang Čchiang
- Simona Halepová → nahradila ji  Amanda Anisimovová
- Amanda Anisimovová → nahradila ji  Misaki Doiová
- Sofia Keninová → nahradila ji  Anastasija Pavljučenkovová
- Iga Świąteková → nahradila ji  Světlana Kuzněcovová
- Markéta Vondroušová → nahradila ji  Čeng Saj-saj

## Ženská čtyřhra
| Stát                           | Hráčka             | Stát       | Hráčka             | WTA | Nasazení |
| ------------------------------ | ------------------ | ---------- | ------------------ | --- | -------- |
| Česko                          | Barbora Krejčíková | Česko      | Kateřina Siniaková | 15. | 1.       |
| USA                            | Nicole Melicharová | Nizozemsko | Demi Schuursová    | 23. | 2.       |
| Japonsko                       | Šúko Aojamová      | Japonsko   | Ena Šibaharaová    | 29. | 3.       |
| Rusko                          | Anna Blinkovová    | Kanada     | Gabriela Dabrowská | 59. | 4.       |
| Žebříček WTA ke 22. únoru 2021 |                    |            |                    |     |          |

### Jiné formy účasti
Následující páry obdržely divokou kartu do hlavní soutěže:
- Çağla Büyükakçay /  Anastasija Pavljučenkovová
- Laura Siegemundová /  Jelena Vesninová

Následující páry využily k účasti v hlavní soutěži žebříčkové ochrany:
- Andreja Klepačová /  Sania Mirzaová
- Jelena Rybakinová /  Jaroslava Švedovová

### Odstoupení
před zahájením turnaje
- Hayley Carterová /  Luisa Stefaniová
- Sü I-fan /  Jang Čao-süan → nahradily je  Jelena Rybakinová /  Jaroslava Švedovová
- Čang Šuaj /  Čeng Saj-saj → nahradily je  Čeng Saj-saj /  Ču Lin

## Přehled finále

### Ženská dvouhra
- Petra Kvitová vs.  Garbiñe Muguruzaová, 6–2, 6–1

### Ženská čtyřhra
- Nicole Melicharová /  Demi Schuursová vs.  Monica Niculescuová /  Jeļena Ostapenková, 6–2, 2–6, [10–8]